# Koman Band
Koman Band – polski zespół jazz-rockowy, założony przez Janusza Komana w 1973 roku. Przez kilkanaście lat swojego istnienia formacja dokonała licznych nagrań archiwalnych dla Polskiego Radia.

## Historia
Koman Band zadebiutował w lutym 1973 roku. Pojawienie się formacji na krajowej estradzie było sporym wydarzeniem. Pierwszy skład grupy tworzyli: Janusz Koman (fortepian), Wojciech Michalczyk (gitara), Jerzy Śnigurowicz (gitara basowa), Maciej Czaj (perkusja) oraz sekcja dęta w składzie: Władysław Dobrowolski (trąbka), Marian Maślanka (trąbka) i Zbigniew Wójcik (trąbka). Przez pewien czas z Koman Bandem współpracował także Andrzej Twarowski (puzon).
W latach 1974–1976 w skład zespołu Komana wchodzili: Wojciech Tarczyński (kongi, śpiew), Wojciech Michalczyk, a następnie Bogdan Krajewski (gitara), Jerzy Śnigurowicz (jw.), Marian Śnigurowicz (perkusja) oraz sekcja dęta w składzie: Władysław Dobrowolski (jw.), Andrzej Diering (trąbka), Tadeusz Janiak (trąbka) i Bernard Kondracki (saksofon tenorowy, skrzypce).

Zawsze fascynowało mnie brzmienie blachy – szczególnie trąbek, bo za saksofonami nie przepadam. Niewątpliwie wielki wpływ na to miała twórczość Blood, Sweat & Tears, Chase, czy Chicago. Mam w zespole trzy trąbki i saksofon, chociaż zawsze chciałem mieć pięć trąbek. Ale nie mogłem znaleźć muzyków, którzy chcieliby pracować w ciężkich warunkach estradowych. Za to ci, którzy są w grupie, odpowiadają mi pod każdym względem… Poszedłem w Poznaniu do dyrektora Napierały i przedstawiłem mu swoją propozycję – chcę robić zespół, potrzebuję to, owo i dziesiąte. I on się zgodził! Dał pieniądze na próby, na hotele...

Z Koman Bandem ogólnopolską karierę piosenkarską rozpoczynała Krystyna Prońko. Doskonałe współbrzmienie sekcji instrumentów dętych z sekcją rytmiczną oraz głosem piosenkarki zaowocowało pasmem wspólnych sukcesów. W 1973 na XI KFPP w Opolu Prońko otrzymała nagrody za interpretację piosenek Po co ci to chłopcze (muz. J. Koman, sł. J. Szczepkowski) i Umarłe krajobrazy (muz. J. Koman, sł. G. Walczak). W 1974 na XII KFPP w Opolu Janusz Koman otrzymał nagrodę za najlepszą aranżację utworu Papierowe ptaki, zaś w 1975 na XIII KFPP w Opolu Krystyna Prońko po raz kolejny otrzymała I nagrodę za interpretację piosenek Anioł i róża (muz. J. Koman, sł. J. Szczepkowski) i Niech moje serce kołysze ciebie do snu (muz. J. Koman, sł. M. Dutkiewicz).
W 1975 roku zespół J. Komana wziął udział w nagraniu debiutanckiego albumu artystki pt. Krystyna Prońko. W tym samym roku współpracę z Koman Bandem rozpoczął Stan Borys. Wspólnie wystąpili podczas XIII KFPP w Opolu, gdzie wokalista wykonał utwór pt. Chcę przy tym być. Wśród piosenkarzy współpracujących z zespołem pojawił się również Zbigniew Wodecki. Dopiero 29 stycznia 2021 roku, nakładem Gad Records ukazał się pierwszy solowy, autorski album Koman Bandu pt. Continuation, będący zbiorem nagrań radiowych zespołu z lat 1974-75.
W czerwcu 1976 roku formacja ze względu na zmianę profilu muzycznego uległa rozwiązaniu. Natomiast grający na  pianinie Fendera i clavinecie Koman zorganizował nową grupę, w której skład weszli: Paweł Serafiński (organy Hammonda), Wojciech Waglewski (gitara), Waldemar Lubański (gitara basowa, skrzypce elektryczne) i Andrzej Tylec (perkusja). Wówczas Koman Band znajdował się pod patronatem Agencji Koncertowej PSJ.
Podczas kilkutygodniowych prób, trwających od września opracowano nowy program. Jego pierwszą część stanowiła wykonywana przez muzyków, instrumentalna suita Continuation II, w drugiej zaś recital Krystyny Prońko z towarzyszeniem zespołu. We wrześniu 1976 r. Koman Band w nowym składzie wyruszył na swoją pierwszą trasę koncertową po województwie łódzkim, w październiku występował w warszawskich klubach, a w listopadzie w Katowicach, Zielonej Górze i okolicach (woj. lubuskie). Brał także udział w III Polskich Targach Estradowych w Łodzi. W 1977 roku ukazał się nagrany pod koniec 1976 r. album Jadwigi Strzeleckiej, pt. Dziewczyny marzą o miłości i album piosenkarki Zdzisławy Sośnickiej, pt. Moja Muzyka na którym muzycy poruszają się w obszarach muzyki soul, funky i disco. W obydwu przypadkach Koman Band pełnił rolę zespołu stricte akompaniującego.
Większość wykonywanych przez zespół kompozycji i aranżacji była dziełem Komana, lecz komponowali, czy też aranżowali także poszczególni członkowie zespołu, czego przykładem są wczesne nagrania zespołu z 1974 roku, których autorem lub współautorem był gitarzysta Wojciech Michalczyk (Korbol, Mucha Tse-Tse), czy zarejestrowane pod koniec 1976 roku w Programie III P. R. utwory, takie jak: Welon (muz. W. Tarczyński, sł. R. Skalski) i Trawiaste przywidzenie (muz. W. Waglewski, J. Koman, sł. B. Olewicz). Z nagrań radiowych składa się również wydany w roku 1978, kolejny longplay nagrany z Krystyną Prońko, pt. Deszcz w Cisnej. Kompozycję tytułową wykonuje Orkiestra PRiTV w Łodzi pod dyr. Henryka Debicha.
W czerwcu 1977 roku miejsce Waglewskiego zajął gitarzysta Remigiusz Kossacz, a miejsce Tylca perkusista Henryk Tomala. Z grupą współpracowali wówczas wokaliści: Rajmund Derewenda i Leonard Kaczanowski (jako solista miał w repertuarze, m.in. piosenki Dawno i Moje serce ukołysze Cię do snu, zaś w duecie z Krystyną Prońko zaśpiewał m.in. utwór W cieniu dobrego drzewa), którzy śpiewali z grupą m.in. na Pop Session (28 lipca 1977). Koman Band występował obok takich wykonawców jak: Omega, Locomotiv GT, grupa Czesława Niemena, Middle of the Road, Brotherhood of Man.
Największym przedsięwzięciem artystycznym Janusza Komana i jego muzyków (we współpracy z Orkiestrą Rozrywkową PRiTV w Katowicach pod dyr. Jerzego Miliana i zespołem baletowym z Teatru Wielkiego w Łodzi) była realizacja rock-opery 3400 lat po Ikarze (muz. J. Koman, libr. B. Olewicz, G. Walczak), którą zaprezentowano jedynie podczas XV KFPP Opole'77 (widowisko próbowano włączyć do repertuaru łódzkiego Teatru Wielkiego, lecz pomysł nie doczekał się realizacji). W roli głównej obsadzony został Rajmund Derewenda, w spektaklu wystąpili także wokaliści: Krystyna Prońko i Andrzej Frajndt.
W nagraniu studyjnej wersji rock-opery, tak samo jak jej w prezentacji na festiwalu opolskim, wzięła udział Orkiestra Rozrywkowa PRiTV w Katowicach pod dyr. Jerzego Miliana i reżyser dźwięku Andrzej Prugar. Studyjne fragmenty spektaklu ukazały się w 1978 na jednym z singli Tonpressu z serii Interkosmos oraz na płycie Krystyny Prońko pt. Osobista kolekcja 4 – Duety (2002). W roku 1978 Komanowi towarzyszył następujący skład: R. Kossacz (jw.), P. Serafiński (jw.), Wojciech Zalewski (gitara basowa), Czesław Bartkowski (perkusja).
28 maja 2021 roku miała miejsce premiera muzyki baletowej w wykonaniu Koman Bandu, Orkiestry PRiTV w Łodzi pod dyr. Henryka Debicha oraz duetu gitar klasycznych „Completorium” (w składzie: Krzysztof Woliński i Andrzej Kleszczewski), zarejestrowanej pierwotnie na potrzeby Teatru Wielkiego w Łodzi na początku 1979 roku a wydanej nakładem GAD Records na krążku pt. Suita słoneczna. Z całego składu Koman Bandu, biorącego udział w tych sesjach nagraniowych, po latach udało się ustalić tylko trzy nazwiska, a mianowicie: Janusz Koman, gitarzysta Remigiusz Kossacz i saksofonista Zbigniew Karwacki.
Pomysłodawczynią tego przedsięwzięcia była tancerka i choreografka łódzkiego Teatru Wielkiego, Janina Niesobska (prywatnie żona aktora Krzysztofa Janczara), lecz wówczas szefostwo teatru wycofało się z wcześniejszych deklaracji i balet oparty na Suicie słonecznej nigdy nie powstał, zaś taśma z nagraniami znalazła się w archiwum radiowym.
Na przełomie lat siedemdziesiątych i osiemdziesiątych z zespołem współpracowały piosenkarki: Hanna Banaszak i Majka Jeżowska. W latach 1979–1980 z Koman Bandem nagrywał Andrzej Zaucha, rejestrując na taśmie m.in. utwory: W zasadzie (muz. J. Koman, sł. M. Czubaszek), Czemu z góry nie wiadomo (muz. J. Koman, sł. W. Jagielski) oraz Wieczór nad rzeką zdarzeń (muz. J. Koman, sł. J. Kondratowicz) i Dom złej dziewczyny (muz. J. Koman, sł. J. Szczepkowski), które ukazały się na singlu Tonpressu.
W tym okresie, Koman Band powoli zmieniał się z zespołu o stałym składzie w szyld, pod którym lider realizował swoje kolejne muzyczne projekty – zmieniały się też odcienie wykonywanej przezeń muzyki.
Ówczesne produkcje Komana były chętnie nagrywane przez Polskie Radio, lecz ignorowane przez ówczesny rynek fonograficzny – co przekładało się na większą ilość nagrań radiowych, niż płytowych. Wydany w maju 2022 roku, nakładem GAD Records album Twenty Past Six to dokumentacja sesji nagraniowych Koman Bandu zarejestrowanych w 1980 roku w Radiu Poznań oraz w Polskim Radiu w Warszawie (znajdują się tutaj m.in. instrumentalne wersje piosenek Czemu z góry nie wiadomo i Moknie w deszczu diabeł).
Zespół nagrywał w składzie: Janusz Koman (instrumenty klawiszowe), Andrzej Olejniczak (saksofon tenorowy i sopranowy), Zbigniew Jaremko (saksofon sopranowy), Władysław Sendecki (pianino elektryczne, instrumenty klawiszowe, syntezator Mooga), Piotr Kałużny (instrumenty klawiszowe), Remigiusz Kossacz (gitara), Krzysztof Ścierański (gitara basowa), Adam Lewandowski (perkusja) i Wojciech „Malina” Kowalewski (perkusja, instrumenty perkusyjne).   
W ostatnich miesiącach roku 1981 Koman Band w składzie: Janusz Koman (pianino Fendera), Andrzej Olejniczak (saksofon tenorowy i sopranowy), Wiesław Wilczkiewicz (gitara), Piotr Kałużny (fortepian, instrumenty klawiszowe), Zbigniew Wrombel (gitara basowa), Marek Surdyk (instrumenty perkusyjne), Adam Lewandowski (perkusja) i Orkiestra Rozrywkowa PRiTV w Poznaniu pod dyr. J. Komana zarejestrowali w studiu Radia Poznań materiał, który ukazał się 24 września 2021 r. na płycie wydanej nakładem GAD Records i zatytułowanej Afternoon.
Niektóre utwory słuchacze poznali w wersjach piosenkowych: Bociania wróżba ukazała się na jedynym longplayu zespołu wokalnego Aura (Aura, 1981), Ostatni kadr jako Trzeci kadr – Hanna Banaszak umieściła na EP-ce wydanej przez Tonpress w 1980 roku, natomiast Czek na życie włączyła do swojego repertuaru Ewa Bem.  
W 1985 roku Koman Band wziął udział w nagraniu albumu żeńskiej grupy wokalnej Fiesta, zatytułowany Fiesta. W skład grupy wchodzili wówczas: J. Koman (pianino Fendera), Krzysztof Barcik (gitara), P. Serafiński (j. w.), Maciej Latalski (gitara basowa), Krzysztof Zawadzki (instrumenty perkusyjne), Paweł Twardoch (perkusja) oraz Andrzej Balsam (trąbka), A. Diering (jw.), Maciej Sikała (saksofon tenorowy), Grzegorz Nagórski (puzon). W tym samym roku formacja Komana ulega rozwiązaniu.

## Ciekawostki
- Perkusjonalista pierwszego i drugiego składu grupy - Wojciech Tarczyński pełnił także rolę wokalisty i jako tenże nagrał z Koman Bandem utwory: Dom złej dziewczyny (1974), W kraju milczenia (maj 1975) i Okno ciemnych spraw (październik 1975)[25]. Jest on także pierwszym wykonawcą kompozycji Janusza Komana pt. Dom złej dziewczyny, którą w późniejszych latach nagrali z zespołem Andrzej Zaucha (1980) i Fiesta (1987)[20].

- W jazz-rockowym utworze Korbol (1974), na syntezatorze Arp Odyssey zagrał gościnnie Mateusz Święcicki (nagranie radiowe)[25].

- Nagrany na debiutanckim longplayu Krystyny Prońko (1975) utwór Ciemności złote, ciemności srebrne ma też swoją wcześniejszą, instrumentalną wersję radiową zarejestrowaną w kwietniu 1974 roku[25].

- W 1976 roku Koman Band miał w planach nagranie płyty autorskiej oraz wspólnego wydawnictwa ze Stanem Borysem, lecz ostatecznie nic z tych zapowiadanych przez J. Komana planów nie wyszło[25].

## Dyskografia

### Albumy autorskie
- 2021: Koman Band – Continuation (CD, Gad Records – GAD CD 149; zbiór nagrań radiowych zespołu z lat 1974–1975)[4]
- 2021: Koman Band – Suita słoneczna (CD, GAD Records – GAD CD 159; muzyka baletowa z 1979 roku)[19]
- 2021: Koman Band – Afternoon (CD, GAD Records – GAD CD 180; sesja nagraniowa z 1981 roku)[23]
- 2022: Koman Band – Twenty Past Six (CD, GAD Records – GAD CD 210; zbiór nagrań radiowych zespołu z 1980 roku)[22]

### Albumy innych wykonawców
- 1975: Krystyna Prońko – Krystyna Prońko (LP, Pronit – SXL 1091)
- 1977: Jadwiga Strzelecka – Dziewczyny marzą o miłości (LP, Pronit – SX 1432)
- 1977: Zdzisława Sośnicka – Moja muzyka (LP, Pronit – SX 1452)
- 1978: Krystyna Prońko – Deszcz w Cisnej (LP, Pronit – SX 1625; NK 447 – kaseta pt. Krystyna Prońko i Koman Band[26])
- 1979: Hanna Banaszak – Moknie w deszczu diabeł (EP, Tonpress – S-315)
- 1987: Fiesta – Fiesta (LP, Polskie Nagrania „Muza” – SX 2502)

### Kompilacje innych wykonawców
- 1976:  Zapraszamy do Trójki (LP, Polskie Nagrania „Muza” – SX 1379)
- 1978: Zapraszamy do Trójki 2 (LP, Polskie Nagrania „Muza” – SX 1738)
- 1980: Plebiscyt Studia Gama – 9 (MC, Wifon – MC 0140)[27]
- 1980: Dla ciebie (MC, Tonpress – TK 26)
- 1980: Krystyna Prońko – 1980 (LP i MC, Wifon – LP-014/MC-0146)
- 1981: Majka Jeżowska – Maria Jeżowska (LP, Wifon – LP-036)
- 1995: Dancing Queen i inne ballady (CD, Akar – AK 020)
- 1998: Hanna Banaszak – W moim Magicznym Domu (CD z serii Złota kolekcja, EMI Music Distribution – 4974652)
- 1999: Andrzej Zaucha – Czarny Alibaba (CD z serii Złota kolekcja, Pomaton EMI – 724352210923)
- 2000: Majka Jeżowska – Najpiękniejsza w Klasie (CD z serii Złota kolekcja, Pomaton EMI – 724352486526)
- 2000–2003: Krystyna Prońko – Osobista kolekcja 1-4 (CD, Power Music, Polskie Radio – PMCD 004/PMCD 005/PRCD 359/PRCD 290)[28]
- 2002: Stan Borys – Idę drogą nieznaną (CD z serii Złota kolekcja, Pomaton EMI – 5426532)
- 2002: Hanna Banaszak – W moim magicznym domu (CD z serii Złota kolekcja, Pomaton EMI – 094633769724)
- 2007: Polish Funk Collectors Special (CD 2, Polskie Nagrania „Muza” – PNCD 898 A/C)
- 2009: Zdzisława Sośnicka – Realia CD, Polskie Nagrania „Muza” – CD 10871)
- 2014: Zdzisława Sośnicka – Zaśpiewane, Niewydane CD, Polskie Nagrania „Muza” – PNCD 1584 A/B

### Single innych wykonawców
- 1975: Krystyna Prońko – Opole'75 (SP, Tonpress – SM-3)
- 1976: Zdzisława Sośnicka – Żyj sobie sam (SP, Tonpress – SM-28)
- 1976: Zdzisława Sośnicka – Przed lustrem (PD, Tonpress – R-0450-II)
- 1977: Zdzisława Sośnicka – Pucybut boogie-blues (SP, Tonpress – SM-683)
- 1977: Zdzisława Sośnicka – Pucybut boogie-blues (PD, Tonpress – R-0511-II)
- 1978: Krystyna Prońko / Rajmund Derewenda – Interkosmos 1978 (SP, Tonpress – S-114) – utwory z rock-opery 3400 lat po Ikarze[18]
- 1980: Andrzej Zaucha – Wieczór nad rzeką zdarzeń (SP, Tonpress – S-340)
- 1981: Majka Jeżowska – Najpiękniejsza w klasie (SP, Wifon – SPW-011)